# Riverdale (série de televisão)
Riverdale é uma série de televisão americana de drama adolescente baseada nos personagens da Archie Comics. A série recebeu ordem de produção pela emissora The CW, e estreou em 26 de janeiro de 2017. A série foi adaptada para a The CW pelo diretor criativo da Archie Comics, Roberto Aguirre-Sacasa, e foi produzida pela Warner Bros. Television e pela CBS Television Studios, em associação com a Berlanti Productions e a Archie Comics. Originalmente concebida como uma adaptação para o cinema da Warner Bros. Pictures, a ideia foi reimaginada como uma série de televisão da Fox. Em 2015, o desenvolvimento do projeto foi para a CW, onde a série foi encomendada para um piloto. As filmagens aconteceram em Vancouver, British Columbia.
A série apresenta um elenco baseado nos personagens da Archie Comics, com KJ Apa no papel de Archie Andrews; Lili Reinhart como Betty Cooper, Camila Mendes como Veronica Lodge e Cole Sprouse como Jughead Jones, o narrador da série. O elenco também conta com Madelaine Petsch como Cheryl Blossom, Ashleigh Murray como Josie McCoy, Casey Cott como Kevin Keller, Charles Melton e Ross Butler como Reggie Mantle e Vanessa Morgan como Toni Topaz. Outros personagens da série incluem os pais dos personagens principais: Luke Perry como Fred Andrews, Mädchen Amick como Alice Cooper, Marisol Nichols e Mark Consuelos como Hermione e Hiram Lodge respectivamente e Skeet Ulrich como FP Jones.
A série estreou em 26 de janeiro de 2017, e tem como enredo inicial a misteriosa morte de Jason Blossom, um garoto popular do ensino médio e membro da família mais poderosa da cidade. Archie Andrews e seus amigos decidem resolver este mistério e descobrir os segredos escondidos por trás do cotidiano de alguns moradores da cidade, pois Riverdale pode não aparenta ser inocente como parece. A série recebeu inicialmente críticas positivas e em março de 2022, foi renovada para uma sétima e última temporada que estreou em 29 de março de 2023. Riverdale teve seu último episódio exibido no dia 23 de agosto de 2023.

## Premissas

### 1.ª temporada (2017)
Após um verão de acontecimentos na pequena cidade de Riverdale, que ainda se recupera da trágica morte do jovem Jason Blossom, é hora de voltar para a escola. Este é um novo começo para Archie Andrews, que decidiu seguir carreira na música, apesar do fim de seu relacionamento secreto com sua professora de música, que também foi sua mentora, além de tentar reatar a amizade com seu ex-melhor amigo, Jughead. Betty Cooper é secretamente apaixonada por Archie, seu melhor amigo, e tem que enfrentar sua mãe super-protetora, mas tudo começa a mudar quando conhece Veronica Lodge, uma nova estudante rica que chega na cidade após um escândalo que afetou sua família.

### 2.ª temporada (2017–2018)
Um assassino em série conhecido como "Gorro Negro" está a solta pela cidade, com o objetivo de mergulhá-la na total escuridão do pânico. Depois que Fred Andrews sofre um atentado do Gorro Negro, Archie, com sede de vingança, não mede esforços para capturar o assassino por trás do capuz. Além disso, Betty inicia uma perigosa investigação, a fim de descobrir a verdadeira identidade do assassino. Jughead tem a difícil missão de liderar a gangue dos Serpentes. Enquanto isso, Veronica tenta se acostumar com o retorno de seu pai, Hiram, que acabou de ser solto da prisão e já possui planos obscuros para Riverdale.

### 3.ª temporada (2018–2019)
As tragédias causadas pelo Gorro Negro jamais serão esquecidas em Riverdale, que agora passa a ter seus jovens envolvidos em um misterioso e assustador jogo de tabuleiro chamado "Grifos e Gárgulas". Enquanto Jughead e sua gangue tentam descobrir a origem do jogo, Archie corre o risco de ir para a prisão. Betty e Veronica precisam lidar com sérios problemas familiares, enquanto Hiram Lodge continua colocando em prática seus planos para controlar Riverdale.

### 4.ª temporada (2019–2020)
Riverdale sofre uma grande perda. A morte inesperada de Fred Andrews deixa todos abalados, inclusive Archie, que para homenagear seu pai, decide abrir um clube de boxe a fim de retirar jovens do mundo do crime. Betty tenta desvendar o passado de seu meio-irmão Charles, recém-chegado na cidade, que lhe ajudou por um fim nas atrocidades da Fazenda. Veronica é pressionada a decidir com qual de seus pais irá apoiar após todos os escândalos envolvendo a família Lodge, enquanto Cheryl é assombrada pelo passado dos Blossom. Jughead é convidado para estudar no Stonewall Prep, e logo se envolve nos mistérios por trás da prestigiada escola.

### 5.ª temporada (2021)
Archie e seus amigos tem suas vidas mudadas ao longo de sete anos. Archie foi para o exército, Jughead se tornou um autor com problemas financeiros, Veronica casou-se e se tornou bem sucedida em Nova York e Cheryl foi a única que continuou em Riverdale, revivendo o império dos Blossom. Já Betty se tornou uma treinee do FBI, e dedica-se na investigação de um novo serial killer misterioso chamado Assassino do Saco de Lixo, que desmembra suas vítimas com uma serra elétrica e guarda os restos em sacos de lixo.

### 6.ª temporada (2021-2022)
Algo anormal acontece em Riverdale após o resultado de uma explosão na casa de Archie causada por Hiram Lodge. Um universo paralelo formou-se após esse evento, onde a cidade é um lugar onde as crenças populares têm mais importância do que os fatos científicos. Além disso, depois da explosão, Archie, Betty e Jughead percebem que tem poderes sobrenaturais e Veronica ao descobrir que seu pai foi o responsável por plantar a bomba, decide tomar medidas drásticas: anuncia uma oferta de recompensa pela captura de seu pai. Dando-se conta da existência dos dois universos, Jughead precisa encontrar uma maneira de estabilizá-los antes que tudo desabe.

### 7.ª temporada (2023)
A aproximação de um cometa em direção a Riverdale fez com que todos os personagens sejam enviados de volta ao ano de 1955, para viver como adolescentes mais uma vez e escapar da eminente extinção. Para piorar a situação, Jughead parece ser a única pessoa que entende o que aconteceu. Seus amigos levam vidas genuínas como se realmente tivessem nascido na década de 50. Em uma tentativa de reavivar as memórias dos amigos, Jughead conta a eles tudo sobre suas contrapartes do futuro e juntos irão tentar encontrar uma forma de consertar a linha do tempo,  enquanto vivem em uma natureza repressiva e opressiva dos anos 50.

## Elenco e personagens
- KJ Apa como Archie Andrews: Um jogador de futebol do colégio apaixonado por música. Ele é o melhor amigo de Jughead Jones e Betty Cooper.[7]
- Lili Reinhart como Betty Cooper: Uma garota esperta com uma paixão de longa data por Archie, ela se torna amiga de Veronica Lodge para ajudar a mudar sua vida.[8]
- Camila Mendes como Veronica Lodge: Uma ex-socialite rica da cidade de Nova York que se muda para Riverdale e se torna amiga de Archie, Betty e Jughead.[9]
- Cole Sprouse como Jughead Jones: Um garoto social com pensamentos filosóficos que é o melhor amigo de Archie.[8]
- Marisol Nichols como Hermione Lodge (nascida Gomez[10]) (temporada 1–4; recorrente temporada 5[11]): A mãe de Veronica, que voltou para Riverdale com sua filha após a prisão de seu marido Hiram Lodge.[12]
- Madelaine Petsch como Cheryl Blossom: Uma garota rica, autoritária e manipuladora que é colega de classe de Archie e seus amigos.[13] Cheryl se envolve romanticamente com Toni na segunda temporada.[14]
- Ashleigh Murray como Josie McCoy (temporadas 1–4; convidada especial temporada 5): A vocalista principal de Josie and the Pussycats e colega de classe de Archie e seus amigos.[7]
- Mädchen Amick como Alice Cooper: Mãe de Betty e Polly e editora do jornal da cidade.[15]
- Luke Perry como Fred Andrews (temporadas 1–3): Pai de Archie e dono de uma construtora.[16]
- Mark Consuelos como Hiram Lodge (nascido Jaime Luna[10]) (temporadas 2–5)[17]: Pai de Verônica, recentemente preso por atividades ilegais.[18]
- Casey Cott como Kevin Keller (temporada 2–presente; recorrente temporada 1): Um estudante abertamente gay do ensino médio que é amigo de Archie, Betty e Veronica e é filho do xerife de Riverdale.[19]
- Skeet Ulrich como Forsythe Pendleton "F.P." Jones II (temporadas 2–5; recorrente temporada 1): O pai distante de Jughead e o líder dos Southside Serpents, uma gangue de criminosos que vive e opera nos arredores de Riverdale.[20][21]
- Charles Melton como Reggie Mantle: (temporada 3–presente; recorrente temporada 2): Amigo de longa data e rival de Archie, jogador de futebol da Riverdale High e brincalhão da cidade.[22][23][24] Originalmente Reggie era interpretado por Ross Butler que deixou o elenco depois da primeira temporada devido ao seu papel em 13 Reasons Why.
- Vanessa Morgan como Antoinette "Toni" Topaz (temporada 3–presente; recorrente temporada 2): Um membro bissexual dos Southside Serpents, que faz amizade com Jughead na segunda temporada. Ela está em um relacionamento com Cheryl.[24]
- Erinn Westbrook como Tabitha Tate (temporada 5–presente): A ambiciosa e empreendedora neta de Pop Tate, que veio para Riverdale para assumir o controle da Pop's Chock'lit Shoppe na esperança de franquear o icônico restaurante, mesmo com a cidade ao redor lutando para sobreviver.[25]
- Drew Ray Tanner como Fangs Fogarty (temporada 5–presente; recorrente temporadas 2–4): Um membro do Southside Serpents e namorado intermitente de Kevin

## Episódios
| Temporada | Temporada | Episódios | Episódios | Originalmente exibido  | Originalmente exibido | Audiência | Audiência                               |
| Temporada | Temporada | Episódios | Episódios | Estreia da temporada   | Final da temporada    | Rank      | Média audiência (milhões incluindo DVR) |
| --------- | --------- | --------- | --------- | ---------------------- | --------------------- | --------- | --------------------------------------- |
|           | 1         | 13        | 13        | 26 de janeiro de 2017  | 11 de maio de 2017    | 154       | 1.69                                    |
|           | 2         | 22        | 22        | 11 de outubro de 2017  | 16 de maio de 2018    | 173       | 2.12                                    |
|           | 3         | 22        | 22        | 10 de outubro de 2018  | 15 de maio de 2019    | 166       | 1.74                                    |
|           | 4         | 19        | 19        | 9 de outubro de 2019   | 6 de maio de 2020     | 122       | 1.35                                    |
|           | 5         | 19        | 19        | 20 de janeiro de 2021  | 6 de outubro de 2021  | 145       | 1.01                                    |
|           | 6         | 22        | 22        | 16 de novembro de 2021 | 31 de julho de 2022   | ASA       | ASA                                     |
|           | 7         | 20        | 20        | 29 de março de 2023    | 23 de agosto de 2023  | ASA       | ASA                                     |

## Produção

### Desenvolvimento
A Warner Bros. começou o desenvolvimento de uma longa-metragem da Archie em 2013, depois de uma conversa com o escritor Roberto Aguirre-Sacasa e o diretor Jason Moore que colocaria os personagem da Archie Comics em um filme de comédia adolescente na tradição de John Hughes. A dupla trouxe o projeto para a Warner Bros., onde um vice-presidente recomendou uma direção de mais alto conceito envolvendo viagens no tempo ou portais interdimensionais, sugerindo Louis C. K. a interpretar o Archie mais velho. Dan Lin e Roy Lee tornaram-se produtores no projeto, que posteriormente parou, e foi conceitualizado para uma série de televisão. Riverdale estava originalmente em desenvolvimento na Fox, com a emissora alterando o projeto em 2014 com um acordo de roteiro. No entanto, a Fox não seguiu com o projeto. Em 2015, o desenvolvimento da série foi transferido para a The CW, que ordenou oficialmente um piloto em 29 de janeiro de 2016. As filmagens do piloto começaram em 14 de março de 2016 e terminaram em 1 de abril de 2016. A produção dos 12 episódios restantes da primeira temporada começou no dia 7 de setembro em Vancouver, Colúmbia Britânica, no Canadá. Riverdale estreou em 26 de janeiro de 2017, coincidindo com o aniversário de 75 anos dos personagens da Archie Comics. Em 7 de março de 2017, a emissora anunciou que a série tinha sido renovada para uma segunda temporada. Em 2 de abril de 2018, foi renovada para uma terceira temporada, que estreou em 10 de outubro de 2018. Em 31 de janeiro de 2019, foi confirmado que a quarta temporada foi renovada, posteriormente composta por 22 episódios. A temporada estreou em 9 de outubro de 2019. No dia 7 de janeiro de 2020, a série foi renovada para uma quinta temporada.
"Chapter Forty-Nine: Fire Walk with Me" foi o primeiro a ser dedicado a Luke Perry, que morreu dois dias antes do episódio ser exibido.
Em 7 de janeiro de 2020, a série foi renovada para uma quinta temporada que estreou em 20 de janeiro de 2021.
Em 3 de fevereiro de 2021, a série foi renovada para uma sexta temporada que foi dividida em duas partes e estreou em 16 de novembro de 2021.
Em 22 de março de 2022, a série foi renovada para uma sétima e última temporada que irá estrear em 2023.

### Escolha do elenco
A escolha de Archie foi um processo difícil, com Aguirre-Sacasa afirmando: "Acho que literalmente vimos todos os rapazes ruivos de Los Angeles. Isso certamente foi o que aconteceu." A equipe de produção encontrou KJ Apa apenas três dias antes de apresentar os testes para a rede, o que criou tensão nos últimos dias que antecederam a apresentação.
Em abril de 2017, Mark Consuelos assinou um contrato para a segunda temporada interpretando o pai de Veronica Lodge, Hiram Lodge. O papel estava na segunda posição em relação à seu personagem existente em Pitch, mas o cancelamento dessa série foi anunciado em 1 de maio de 2017. No mês seguinte, Charles Melton foi escalado para interpretar o papel de Reggie, interpretado por Ross Butler na segunda temporada devido ao seu papel como regular na série 13 Reasons Why. Casey Cott que interpreta Kevin Keller, foi promovido ao elenco regular na série. Em julho de 2017, a estrela de True Blood, Brit Morgan, foi escalada para o papel recorrente de Penny Peabody, uma advogada que os Southside Serpents chamam em caso de desentendimentos com a lei. Em agosto de 2017, Graham Phillips foi escalado para interpretar Nick St. Clair, ex-namorado de Veronica, de Nova Iorque.
Em março de 2018, Andy Cohen apareceu no décimo sexto episódio da segunda temporada como ele mesmo. Na série, ele e Hermione são amigos. Em maio de 2018, Charles Melton e Vanessa Morgan, que interpretam Reggie Mantle e Toni Topaz, respectivamente, seriam ambos promovidos ao elenco regular da série na terceira temporada. Na New York Comic Con de 2018, Gina Gershon e Trinity Likins, respectivamente, haviam sido escalados como Gladys Jones e Jellybean "J.B." Jones para terceira temporada.
Em novembro de 2018, Kelly Ripa, esposa de Mark Consuelos, que interpreta Hiram Lodge, foi escalada para uma aparição especial como amante de Hiram. Michael Consuelos, filho de Kelly e Mark, foi escolhido para fazer uma aparição em um episódio de flashback de quando Hiram era mais novo. Em outubro de 2019, Ryan Robbins foi escalado como o irmão mais velho de Fred Andrews, Frank Andrews, que aparecerá durante a quarta temporada.
Em 23 de fevereiro de 2020, foi anunciado que Skeet Ulrich e Marisol Nichols vão sair da série. No entanto, em junho de 2020, Nichols revelou que depois de ter uma longa conversa com o showrunner Sacasa, ela vai continuar na quinta temporada. Em setembro de 2020, foi anunciado que Erinn Westbrook se juntaria ao show como uma nova personagem regular chamada Tabitha Tate, a neta de Pop Tate que chega à cidade para administrar a loja de malte de seu avô e a franquia dela. Em janeiro de 2021, Chris Mason foi escalado para um papel recorrente na quinta temporada como Chad Gekko, marido de Veronica em Wall Street. Em dezembro de 2021, Chris O'Shea se juntou ao elenco em um papel recorrente como Percival Pickens na sexta temporada. Em maio de 2022, Caroline Day se juntou ao elenco em um papel recorrente como Heather na sexta temporada.

### Filmagens

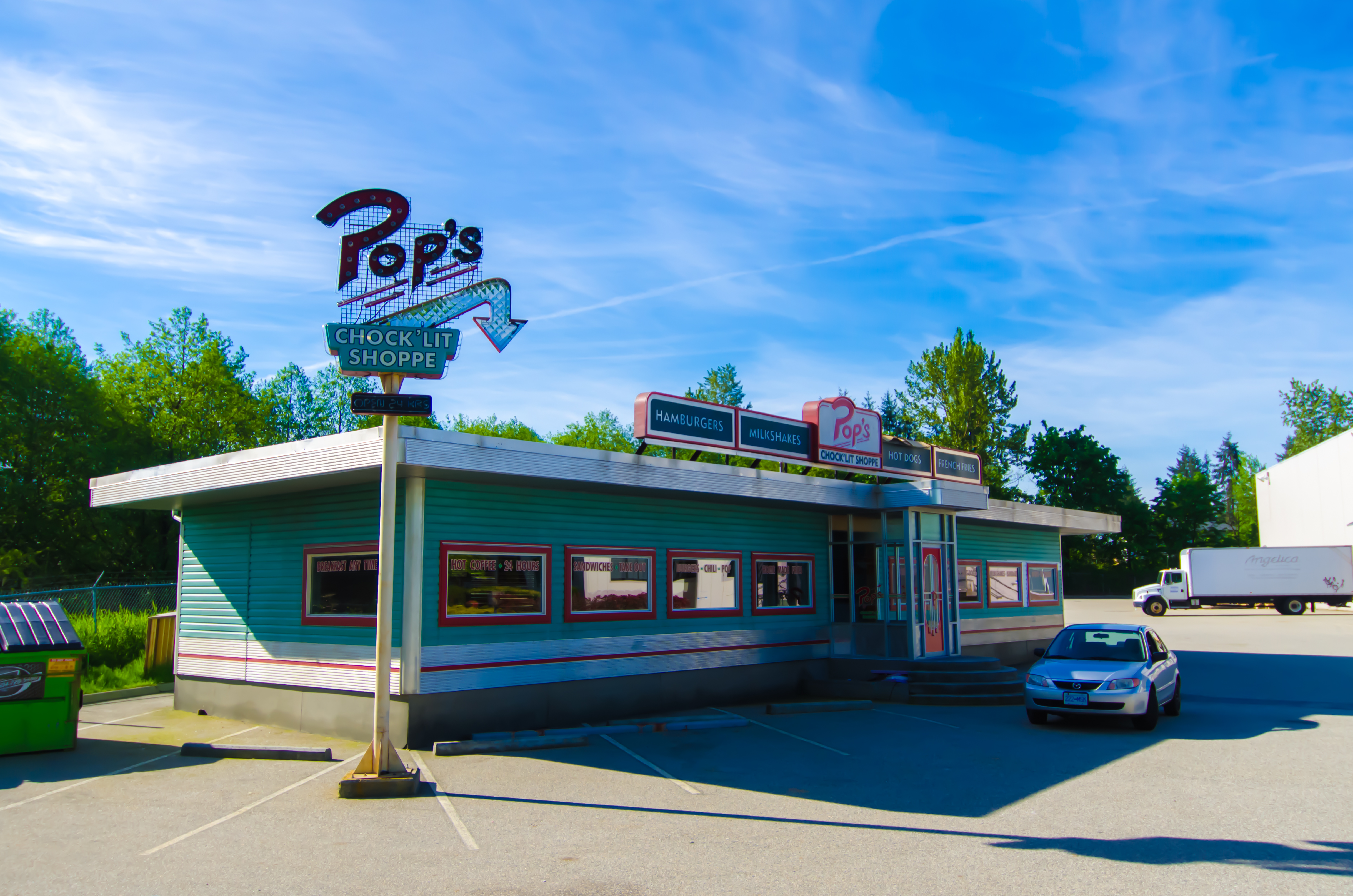
O Pop's Chock'lit Shoppe em Vancouver, Canadá

As filmagens do episódio piloto começaram em 14 de março de 2016 e terminaram em 1 de abril em Vancouver, Colúmbia Britânica. A produção dos 12 episódios restantes da primeira temporada começou no dia 7 de setembro de 2016, em Vancouver. Os cenários incluem o Pop's Chock'lit Shoppe, do Pop Tate, uma cópia do restaurante usado no piloto que é tão realista que um motorista de caminhão estacionou seu veículo de 18 rodas lá, acreditando que estava aberto. A segunda temporada também foi filmada em Vancouver e no vizinho Vale Fraser. A vista aérea de Riverdale é, na verdade, tirada de séries usadas como Pretty Little Liars e Gilmore Girls, e o cenário de referência é o mesmo usado em ambas as séries mencionadas, bem como em Hart of Dixie. As filmagens para a segunda temporada começaram em 22 de junho de 2017 e terminaram em 27 de março de 2018. As filmagens para a terceira temporada começaram em 6 de julho de 2018.
As filmagens para a quarta temporada começaram em 8 de julho de 2019 e devem terminar em 4 de abril de 2020. A produção foi suspensa em 11 de março de 2020 como resultado direto da pandemia de COVID-19, depois que uma pessoa que trabalhava no programa entrou em contato com uma pessoa que testou positivo para COVID-19. Apenas vinte dos vinte e dois episódios ordenados da quarta temporada foram concluídos. Não se sabe se os dois episódios restantes serão produzidos posteriormente, adicionados à contagem de episódios da quinta temporada ou descartados. O escritor da série, Brian E. Paterson, confirmou mais tarde que eles gravariam os dois episódios restantes da quarta temporada, quando era seguro fazê-lo. No entanto, o escritor da série Ted Sullivan confirmou que a quarta temporada terminaria mais cedo com o episódio 19, com os três episódios restantes sendo exibidos como parte da quinta temporada. A série terá um salto temporal após esses episódios. Apesar de uma estreia posterior, não é esperado que a quinta temporada tenha uma contagem reduzida de episódios.
As filmagens da quinta temporada começaram em 14 de setembro de 2020. Entretanto foram suspensas novamente devido a atrasos no processamento de testes de COVID-19, mas foram retomadas novamente na semana seguinte. As filmagens da quinta temporada foram finalizadas em 1 de junho de 2021. As filmagens da sexta temporada começaram em 30 de agosto de 2021 e estão programadas para terminar em 1 de junho de 2022.